# Cmentarz Nowofarny w Bydgoszczy

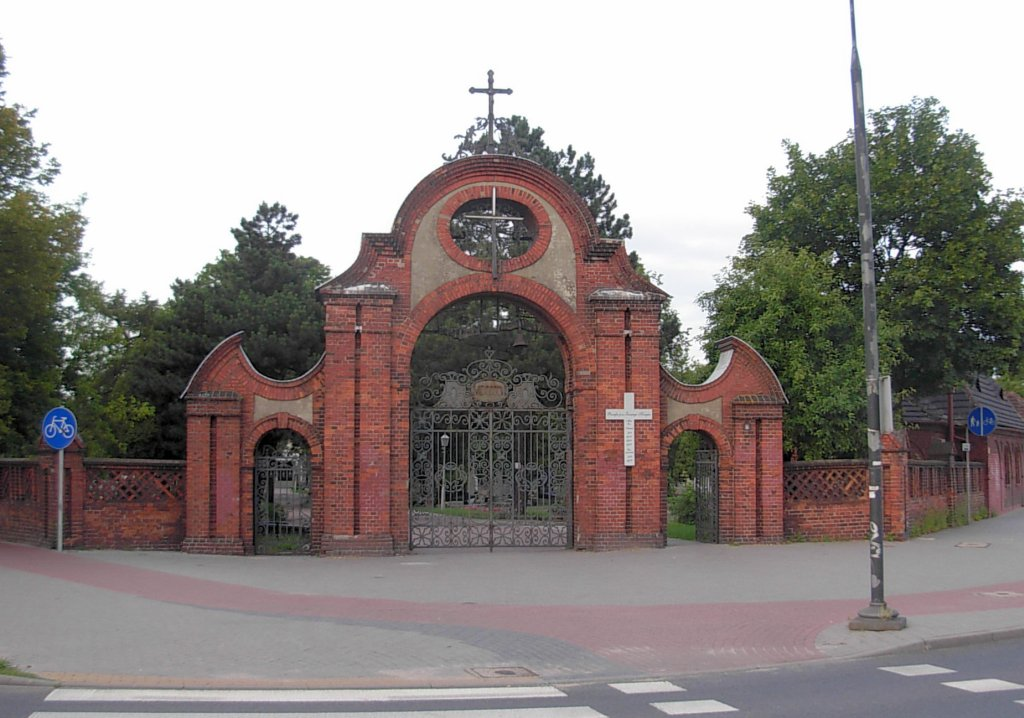
Brama cmentarna od ul. Artyleryjskiej-Zaświat

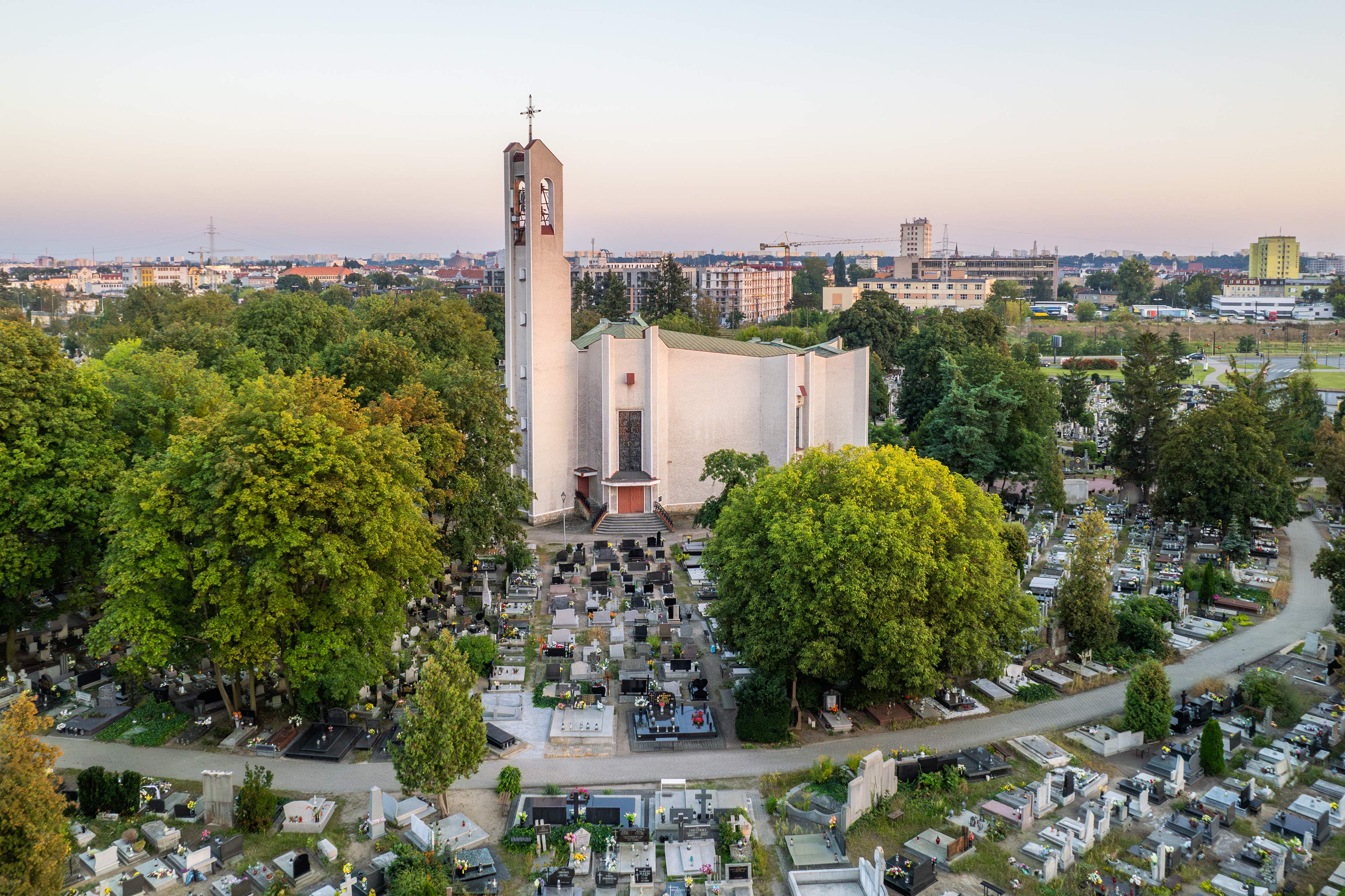
Widok z lotu ptaka

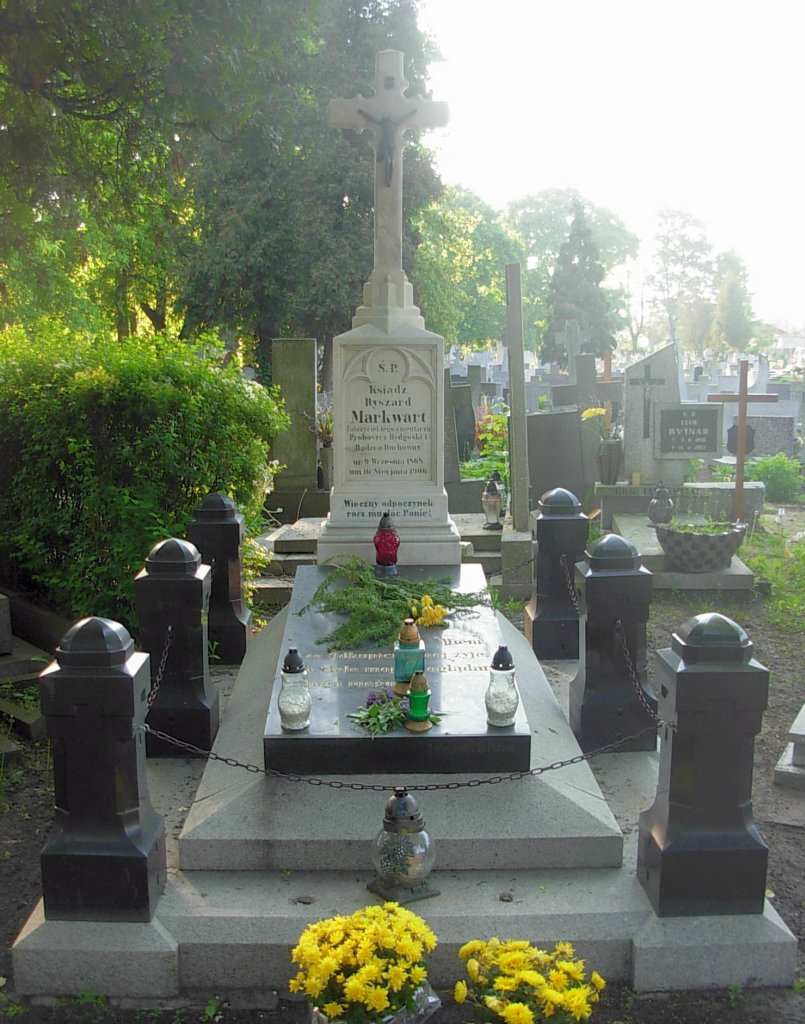
Grób ks. Ryszarda Markwarta – założyciela cmentarza

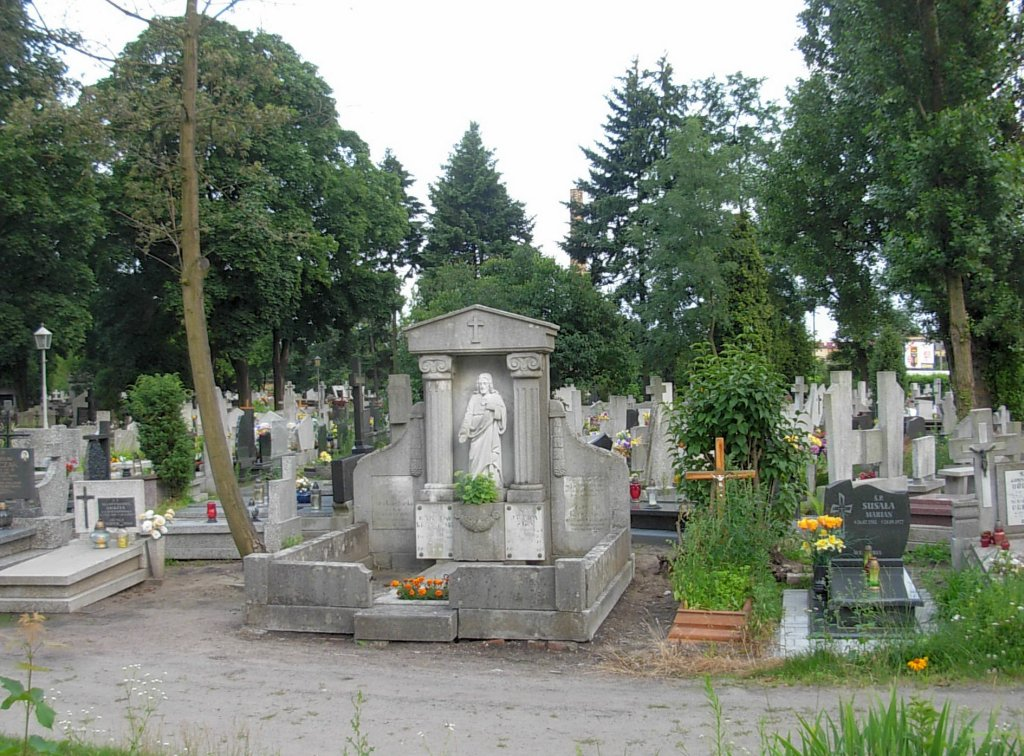
Na cmentarzu

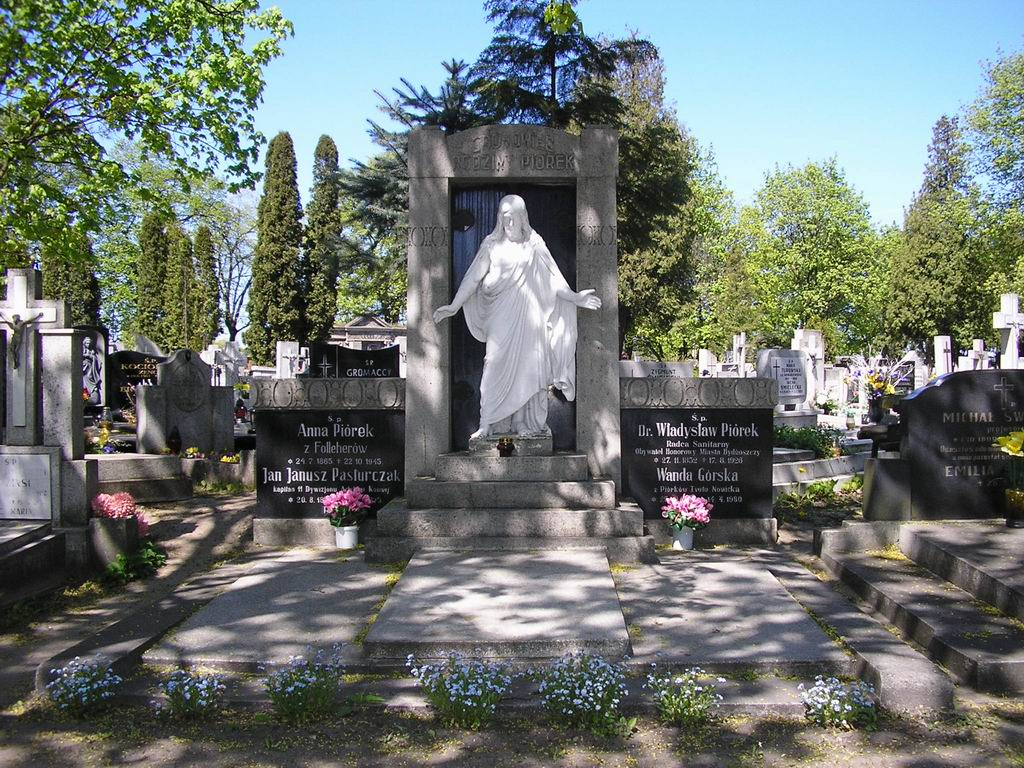
Grób dr Władysława Piórka Honorowego Obywatela Bydgoszczy na cmentarzu Nowofarnym

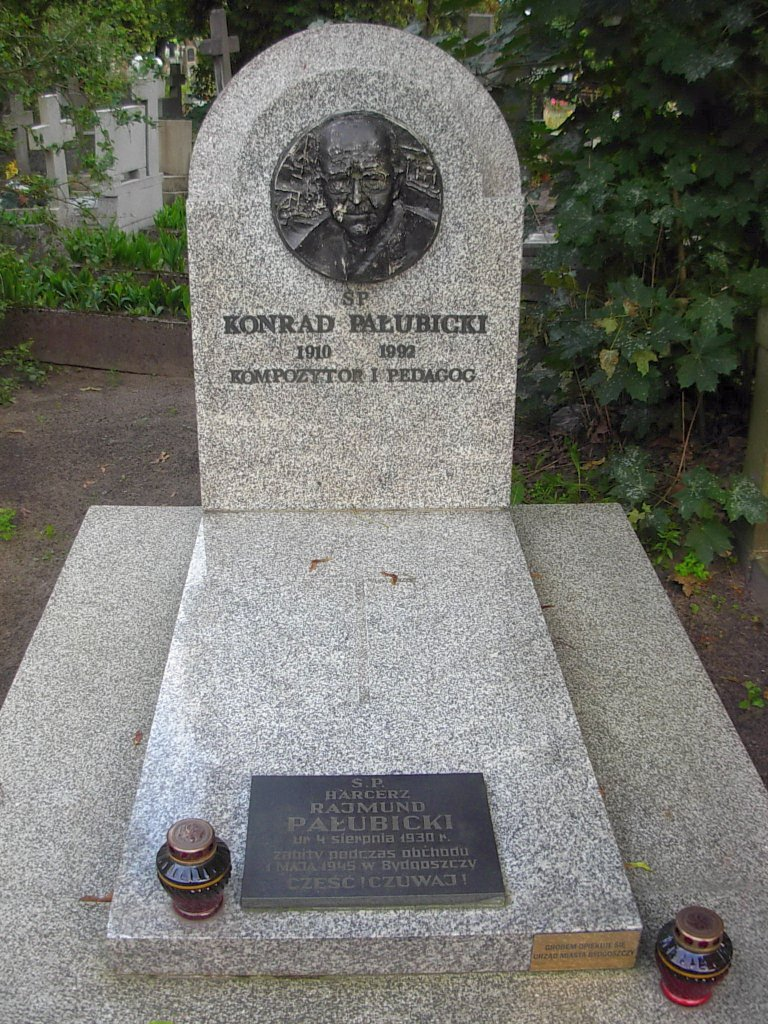
Grób Konrada Pałubickiego

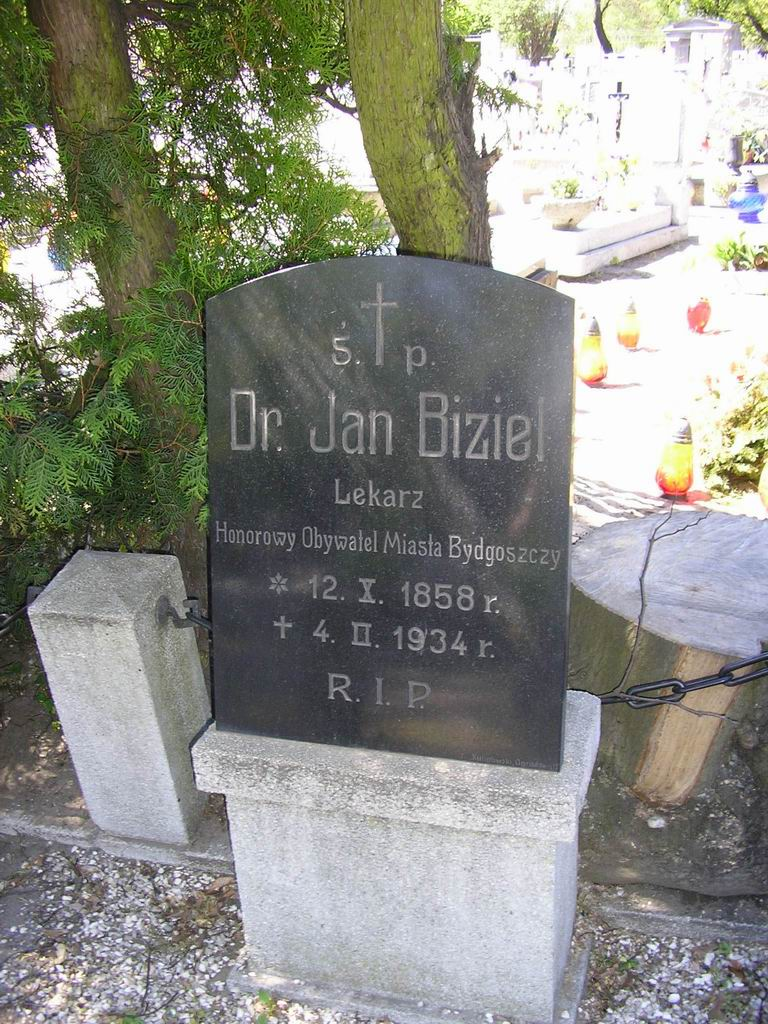
Grób Jana Biziela

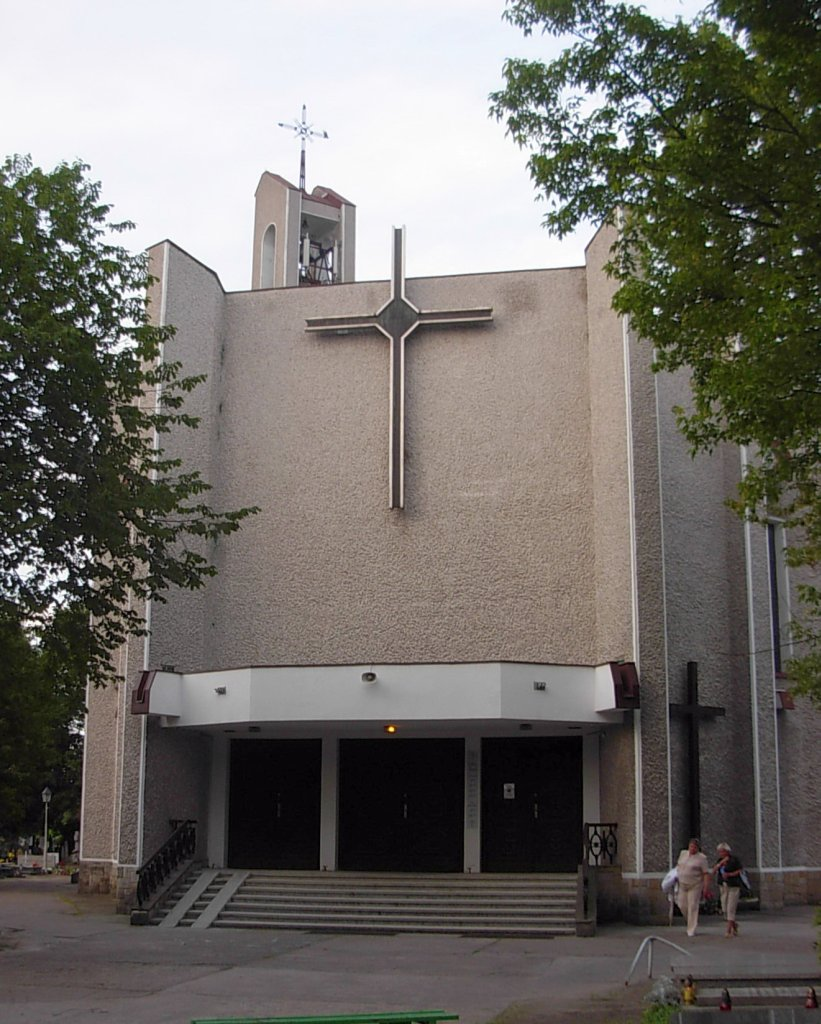
Kościół św. Krzyża

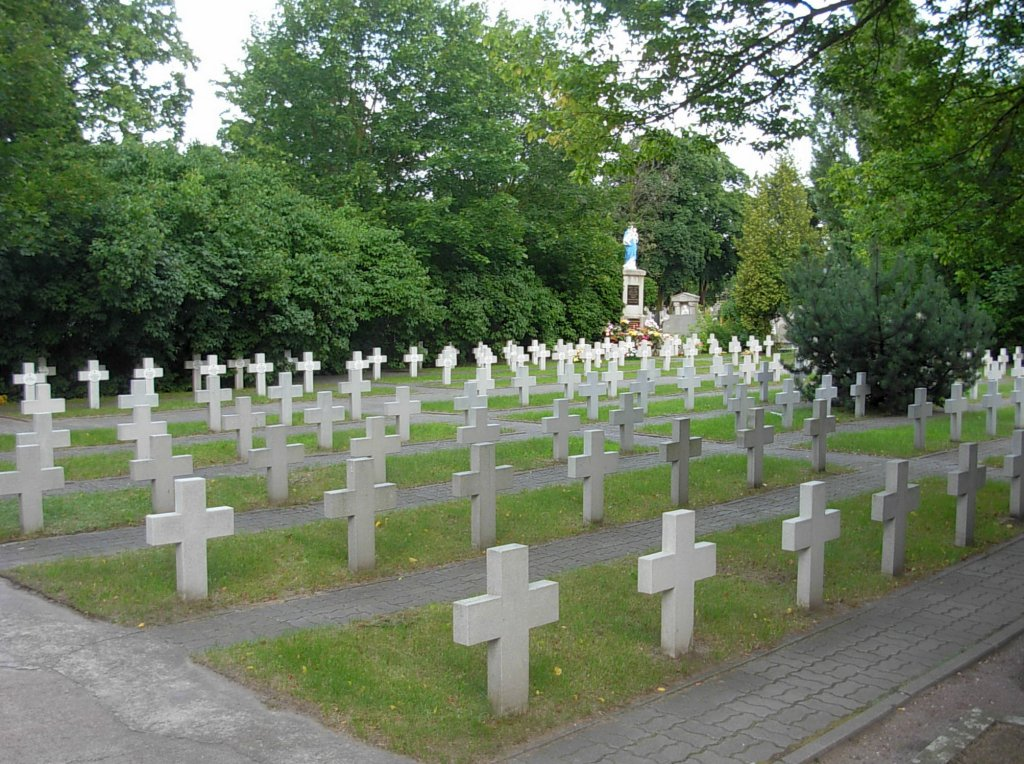
Kwatera poległych żołnierzy w wojnie polsko-bolszewickiej i w II wojnie światowej

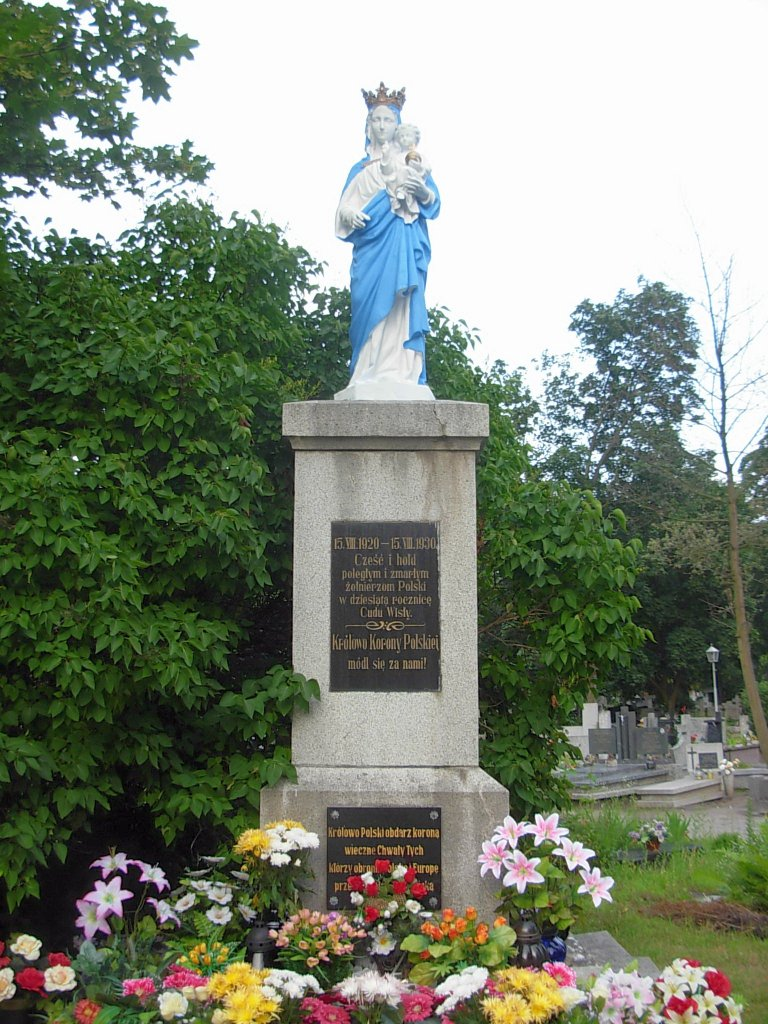
Pomnik Najświętszej Marii Panny Królowej Korony Polskiej

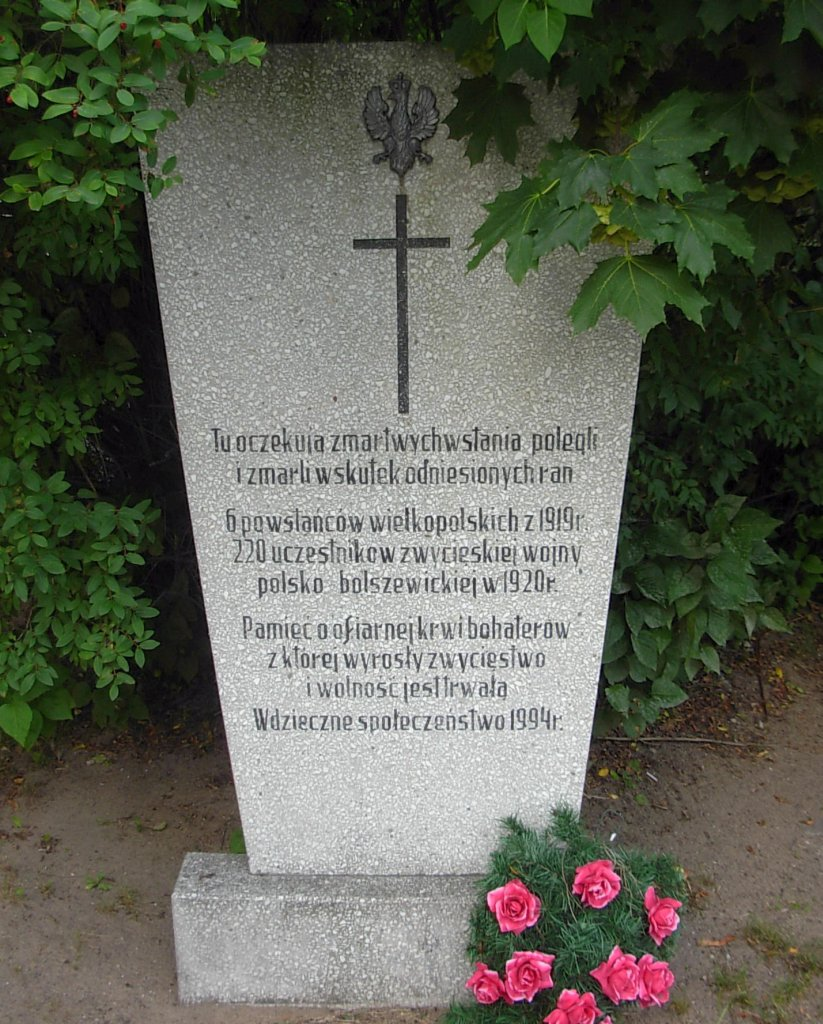
Tablica ku czci powstańców wielkopolskich i poległych w wojnie polsko-bolszewickiej 1920 r.

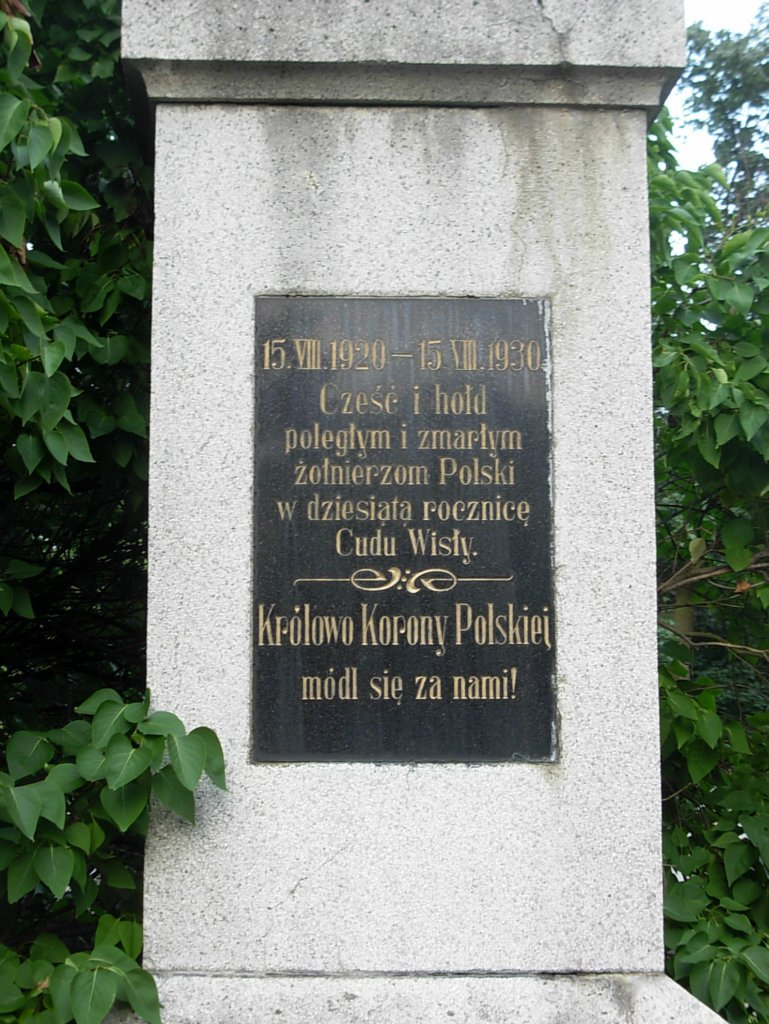
Tablica na pomniku

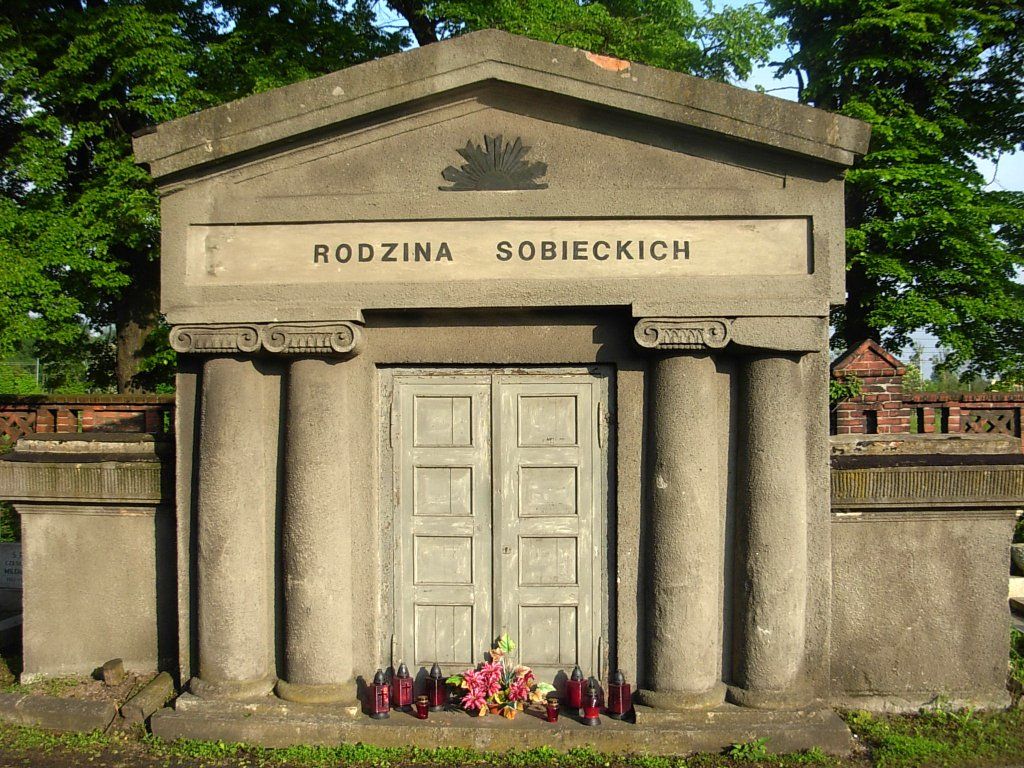
Grób rodzinny

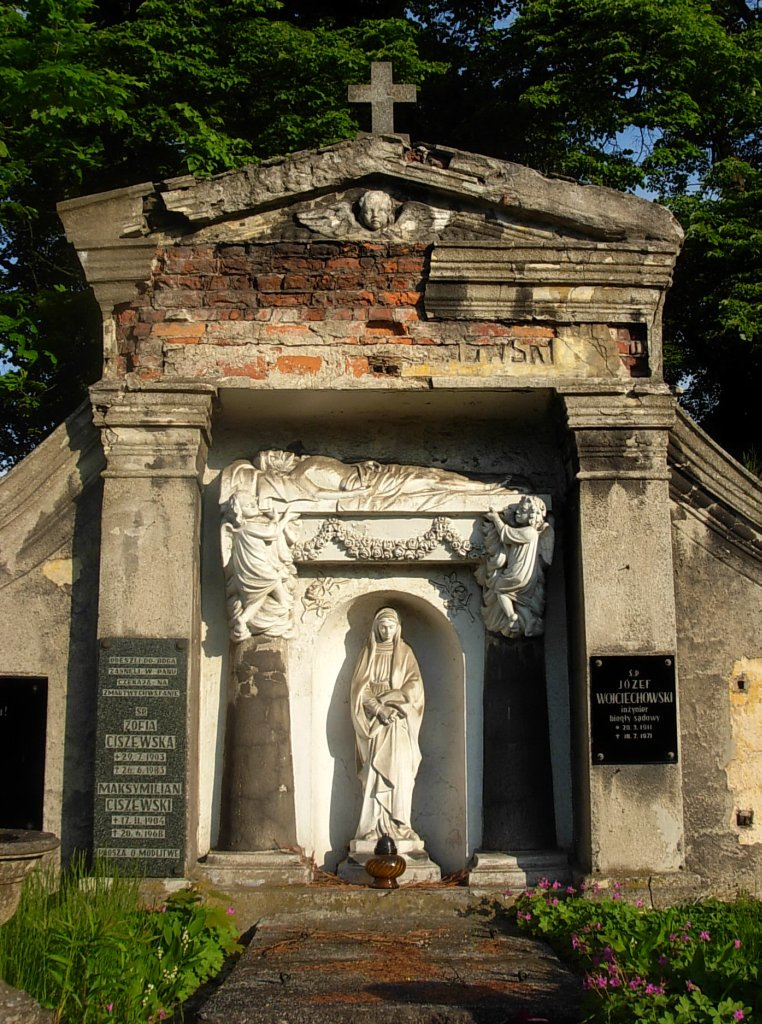
Stary grób rodzinny

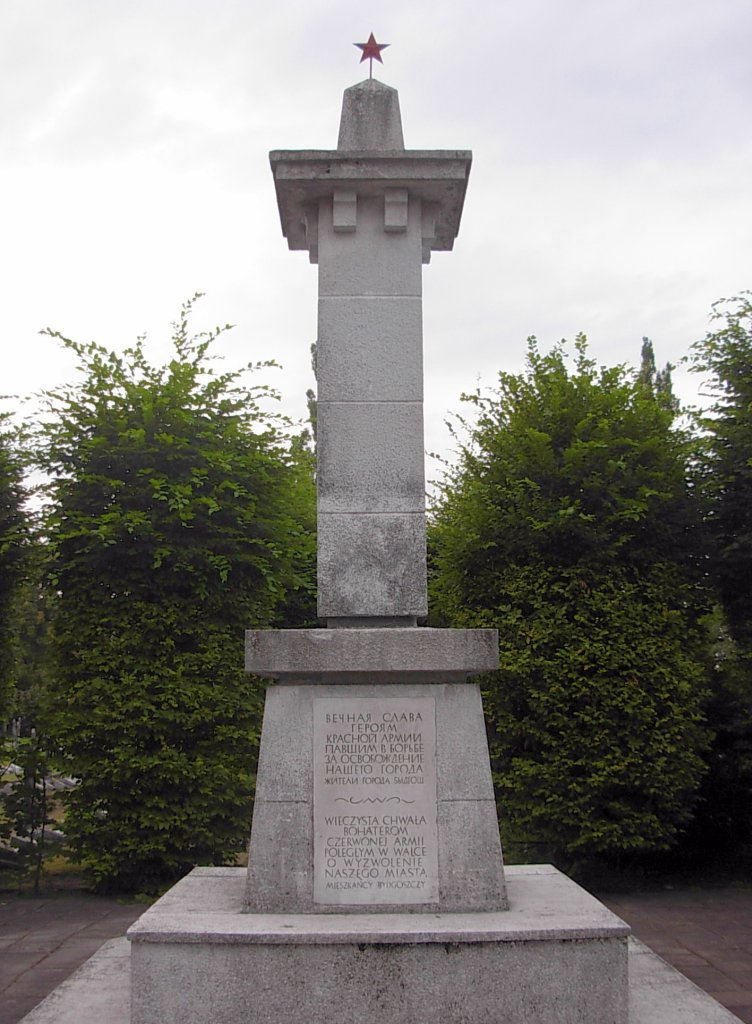
Pomnik ku czci poległych żołnierzy Armii Czerwonej

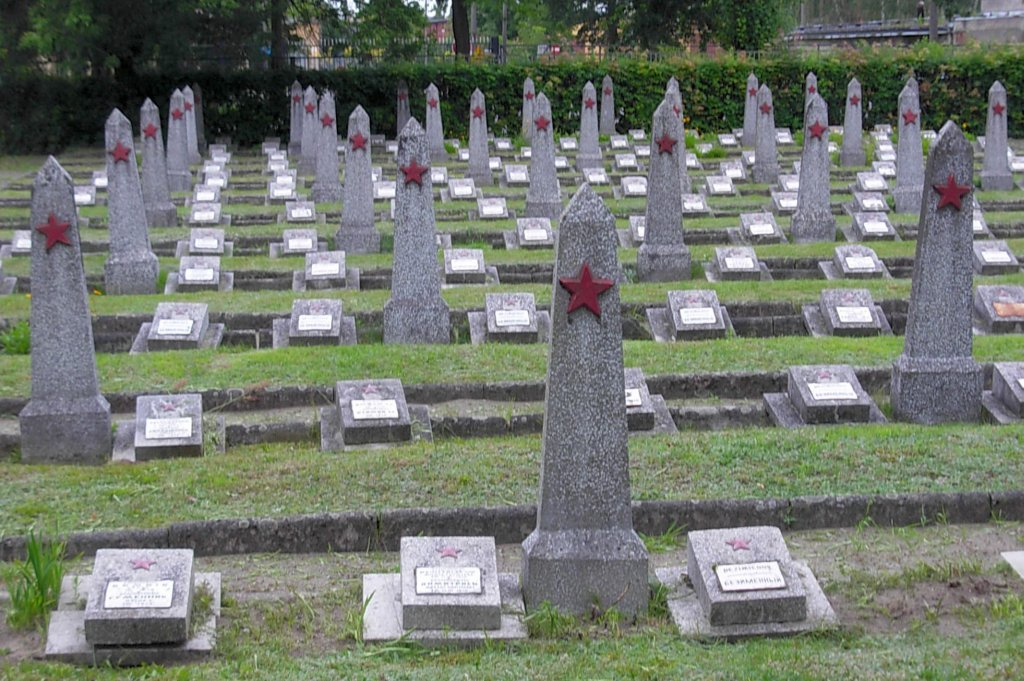
Kwatera żołnierzy radzieckich, poległych w walkach o wyzwolenie Bydgoszczy w styczniu 1945 r.

Cmentarz Nowofarny w Bydgoszczy – cmentarz katolicki w Bydgoszczy.

## Lokalizacja
Cmentarz znajduje się w północnej części Bydgoszczy, między ulicami: Artyleryjską, Zaświat, Powstańców Warszawy i Powstania Listopadowego. Od wschodu przylega do niego cmentarz komunalny, gdzie znajduje się pomnik i kwatery poległych żołnierzy Armii Czerwonej oraz groby działaczy partyjnych i państwowych z okresu PRL. Od północy do cmentarza Nowofarnego przylega natomiast cmentarz ewangelicko-augsburski, wpisany do rejestru zabytków w 1994 r. pod nr A/820/1-3.

## Historia
Cmentarz został założony w 1905 roku, jako drugi cmentarz parafii farnej. Inicjatorem jego powstania był proboszcz Ryszard Markwart, a także Władysław Gogoliński, który był autorem założeń „zielonej architektury”. Założono go na planie prostokąta, z wewnętrznym podziałem na 26 kwater. W centrum usytuowano kaplicę pogrzebową, którą otoczono alejami okrężnymi i prostopadłymi w systemie gwiaździstym.
Do czasu powstania kolejnych cmentarzy parafialnych, katolickich w latach 20. XX w. cmentarz Nowofarny pełnił rolę głównej miejskiej nekropolii dla katolików. W jego centrum zlokalizowano groby żołnierzy poległych w okresie I wojny światowej (1914–1918), groby powstańców wielkopolskich oraz groby żołnierzy poległych w wojnie polsko-bolszewickiej 1920 roku.
W 1930 r., w dziesiątą rocznicę bitwy warszawskiej, rzeźbiarz J. Job ufundował pomnik Królowej Korony Polskiej, przedstawiający Matkę Boską z Dzieciątkiem. W 2018 poddano go restauracji.
W okresie okupacji hitlerowskiej cmentarz pełnił rolę ośrodka polskości. W starych grobowcach przechowywano cenne dzieła sztuki oraz książki, które po wojnie wróciły do zbiorów muzeum i rąk prywatnych. Rozstrzelanych na Starym Rynku, których nazwiska trudno było ustalić, grzebano na cmentarzu, a w specjalnej skrzyni zakopywano przedmioty lub „znaki szczególne”, dzięki którym, po wojnie, można było zidentyfikować ekshumowane zwłoki.
W 1945 r. na terenie przylegającym od wschodu do nekropolii utworzono cmentarz komunalny. Pochowano na nim blisko 1200 żołnierzy radzieckich poległych w walkach o wyzwolenie Bydgoszczy w styczniu 1945 roku oraz ponad 200 jeńców wojennych. W latach późniejszych ustawiono obelisk ku czci poległych czerwonoarmistów wraz z tablicą pamiątkową. W alei zasłużonych rozpoczęto natomiast pochówki zmarłych działaczy partyjnych i funkcjonariuszy administracji państwowej PRL (Józef Rakoczy – przewodniczący WRN, Józef Majchrzak - I sekretarz KW PZPR w l. 70., Antoni Majdziński - sekretarz KM PZPR, Kazimierz Maludziński – przewodniczący Prezydium MRN, Franciszek Lech - przewodniczący MRN, gen. Józef Kozdra - komendant wojewódzki MO, Henryk Mróz - sędzia oraz Józef Powalisz - przedwojenny działacz KPP).
Po II wojnie światowej teren przylegający od północy do cmentarza, należący do parafii ewangelicko-augsburskiej, stał się głównym miejskim cmentarzem ewangelickim, w związku z likwidacją dużego, zabytkowego cmentarza ewangelickiego przy ul. Jagiellońskiej i przekształcenia go w park Ludowy.
W 1971 r. powstał nowy katolicki ośrodek duszpasterski dla Śródmieścia, którego siedzibą wyznaczono kaplicę na cmentarzu Nowofarnym. 1 grudnia 1979 r. została erygowana parafia św. Krzyża, wydzielona z parafii św. Wincentego à Paulo. Wobec trudności w uzyskaniu zgody na lokalizację nowej świątyni, w latach 1982–1986 dokonano przebudowy kaplicy w świątynię parafialną pod kierownictwem ks. prałata Eugeniusza Barełkowskiego. Kościół powstał według projektu inż. Jerzego Tomaszewskiego, a konstrukcja wież według inż. Zbigniewa Lewińskiego, wszyscy z Bydgoszczy. Poświęcenie świątyni nastąpiło 16 grudnia 1984 r., a jego konsekracja 16 grudnia 1990 r. przez ks. kardynała Józefa Glempa – prymasa Polski. Kościół posiada powierzchnię użytkową 970 m², a w bryle wschodniej umieszczono pomieszczenia katechetyczne oraz plebanię.
Po 1989 r. na cmentarzu komunalnym wydzielono obszar przeznaczony do pochówku osób cywilnych, który w 1995 r. przekazano parafii farnej i stanowi on obecnie część cmentarza Nowofarnego. Natomiast oddzielona pasem zieleni kwatera żołnierzy Armii Radzieckiej nadal jest utrzymywana przez służby komunalne.
W latach 90. XX wieku rozpoczęto rewaloryzację starych nagrobków osób zasłużonych dla Bydgoszczy i regionu. Prace te są wspomagane funduszami zbieranymi przez społeczeństwo Bydgoszczy w czasie Święta Zmarłych. W 2018 zbiórka miała na celu sfinansowanie m.in. renowacji wpisanej do ewidencji zabytków ceglanej bramy cmentarnej z kutymi wrotami oraz 2 furtkami.

## Charakterystyka
Cmentarz posiada wymiary: 330 × 245 m i powierzchnię 7,94 ha (razem z częścią komunalną 11,9 ha). Teren grzebalny podzielony jest na 28 pól. W centralnym punkcie znajduje się świątynia parafialna św. Krzyża.
Na terenie nekropolii znajduje się 76 nagrobków wolno stojących z I połowy XX wieku, 88 mogił i 6 kaplic nagrobkowych z I połowy XX w. oraz 2480 nagrobków wolno stojących z II połowy XX w. Najstarszy, istniejący nagrobek pochodzi z 1906 r.

### Kwatera Żołnierzy z I wojny światowej
Położona jest wzdłuż ul. Artyleryjskiej i posiada jedynie trawnik i tablicę pamiątkową z wyrytą informacją: „Grób żołnierzy poległych w okresie I wojny Światowej 1914-1918”.

### Kwatera Żołnierzy poległych w wojnie bolszewickiej w 1920 roku
Znajduje się po południowej stronie kościoła św. Krzyża i jest oddzielona częściowo od cmentarza pasem zieleni. Pochowano tu 6 powstańców wielkopolskich z 1919 r. oraz 220 uczestników wojny polsko-bolszewickiej z 1920 r., o czym informuje lastrykowa tablica. W miejscu, na którym pochowane są zwłoki powstańców wielkopolskich, stoi pomnik Matki Boskiej z Dzieciątkiem – Królowej Korony Polskiej.

### Kwatera Żołnierzy Wojska Polskiego z 1945 roku
Znajduje się po zachodniej stronie cmentarza, obok grobu żołnierzy z I wojny światowej. Na jej granicy wzdłuż ul. Artyleryjskiej rośnie żywopłot, a od strony cmentarza pas zieleni. Znajduje się to 35 wspólnych mogił, które mieszczą łącznie 129 żołnierzy, zmarłych na skutek odniesionych ran w czasie walk o Bydgoszcz oraz kilka grobów żołnierzy zmarłych w okresie późniejszym.

### Kwatera Żołnierzy Armii Radzieckiej
Znajduje się we wschodniej części cmentarza na terenie utrzymywanym przez służby komunalne, oddzielonej od części cywilnej pasem zieleni. W środku terenu stoi obelisk ku czci poległych wraz z tablica pamiątkową z napisami w języku polskim i rosyjskim. Kwaterę założono 13 marca 1946 roku, zaś ekshumacja z różnych miejscowości trwała do 1947 roku. Znajduje się tu 1545 grobów żołnierzy, poległych w czasie wyzwalania Bydgoszczy oraz podczas walk w jej okolicach. Mogiły są oznaczone obeliskami z czerwoną gwiazdą oraz nagrobnymi płytkami informacyjnymi z nazwiskiem i miejscowością, skąd pochodzą ekshumowane zwłoki żołnierza. 552 groby posiadają tabliczki imienne.

### Część komunalna
W styczniu 1969 r. otwarto część komunalną, przeznaczoną dla pochówku zasłużonych działaczy i członków PZPR. Od 1970 spoczęło tu kilkadziesiąt osób – sekretarze PZPR, pracownicy prezydiów Wojewódzkiej i Miejskiej Rady Narodowej, dowódcy wojskowi, oficerowie MO i SB, ale też zwykli obywatele, którzy nie chcieli mieć religijnego pochówku. Obecnie jest to fragment cmentarza z osobnym wejściem od ul. Artyleryjskiej.

## Zasłużeni
Cmentarz Nowofarny jest miejscem pochówku największej liczby zasłużonych bydgoszczan. Znajdują się tu groby działaczy społecznych, bojowników o polskość, Honorowych Obywateli Miasta Bydgoszczy, prezydentów Bydgoszczy, znanych lekarzy, nauczycieli, pisarzy i artystów.
Niektóre osoby zasłużone pochowane na cmentarzu Nowofarnym:
| Osoba                      | Rok urodzenia | Rok śmierci | Uwagi |
| Władysław Baranowski       | 1900          | 1972        | Doktor medycyny. Po studiach na Uniwersytecie Warszawskim (1928) pracował (1929–1932) w Sanatorium Przeciwgruźliczym w Smukale. Po rocznej pracy w szpitalu warszawskim wrócił do Bydgoszczy i został ordynatorem szpitala św. Floriana oraz lekarzem w przychodniach przeciwgruźliczych. W okresie II wojny światowej pracował w Lublinie. W 1945 r. organizował służby medyczne w Bydgoszczy i Szpital dla Płucnochorych przy ul. Seminaryjnej. Do 1967 r. był w nim ordynatorem i dyrektorem, po czym przez 5 lat pracował w Kolejowej Przychodni Przeciwgruźliczej. Odznaczony Krzyżem Kawalerskim Orderu Odrodzenia Polski. Patron ulicy w Smukale Dolnej.   |
| Jerzy Bartnicki            | 1910          | 1988        | Od 1914 r. w Bydgoszczy. Po maturze (1928) pracował w „Dzienniku Bydgoskim”, w „Nowym Kurierze” w Poznaniu i Zakładach Graficznych w Bydgoszczy. W czasie okupacji pracował w niemieckiej firmie dziewiarskiej. Od 1945 r. był zatrudniony na kierowniczych stanowiskach w różnych firmach handlowych. Autor licznych felietonów, recenzji teatralnych, tekstów historycznych drukowanych w prasie bydgoskiej oraz opracowań historycznych o Bydgoszczy i monografii. |
| Witold Bełza               | 1886          | 1955        | Historyk literatury, dziennikarz, literat. Od 1920 r. w Bydgoszczy. Dyrektor Biblioteki Miejskiej i Ludowej. Przekształcił ją w placówkę naukową i wzbogacił o cenny księgozbiór polski. Naczelnik Wydziału Oświaty i Kultury Zarządu Miejskiego. Inicjator założenia TMMB i współzałożyciel Muzeum Miejskiego. Na kamienicy, w której mieszkał przy ul. Gdańskiej 33 i w holu biblioteki przy Starym Rynku 24 znajdują się tablice pamięci. Patron ulicy na pograniczu osiedli Wyżyny i Kapuściska. |
| Jan Bielawski              | 1895          | 1968        | Porucznik Wojska Polskiego. Od 1927 r. w Bydgoszczy. Kierownik Spółdzielni Wojskowej 61. Pułku Piechoty i współzałożyciel Spółdzielni Spożywców (1930) i jej prezes (1934). Od 16 sierpnia 1939 r. komendant Kwatery Głównej 15. Dywizji Piechoty Wlkp. Po wojnie organizator handlu i działacz spółdzielczy. Współzałożyciel BSS „Społem”. Patron ulicy na osiedlu Przylesie w Fordonie. |
| Jan Biziel                 | 1858          | 1934        | Doktor medycyny. Od 1906 r. w Bydgoszczy. Praktykę lekarską łączył z działalnością narodową i społeczną. Prezes Rady Ludowej na Bydgoszcz i przedmieścia (1918). Leczył rannych powstańców wielkopolskich. 19 stycznia 1920 r. uczestniczył w przejęciu miasta z rąk niemieckich. Radny miejski i przewodniczący Rady Miejskiej. Założyciel i prezes Towarzystwa Lekarskiego. Od stycznia 1936 r. Honorowy Obywatel Bydgoszczy. Patron ulicy na Wzgórzu Wolności. Na kamienicy, w której mieszkał przy ul. Cieszkowskiego 3 – tablica pamięci. Jego grobem opiekuje się Urząd Miasta i VII Liceum Ogólnokształcące                                                |
| Kazimierz Borucki          | 1898          | 1986        | Powstaniec Wielkopolski. Od 1921 r. w Bydgoszczy. Kustosz i kierownik Muzeum Miejskiego (1921–1939). We wrześniu 1939 r. zabezpieczał dzieła malarskie ze zbiorów państwowych, kościelnych i prywatnych. Żołnierz AK. Dyrektor Muzeum im. L. Wyczółkowskiego (1946–1965). Wiceprezes TMMB i honorowy członek (1967). Za uratowanie dzieł sakralnych odznaczony papieskim orderem Pro Ecclesia et Pontifice. Patron ulicy na osiedlu Nad Wisłą w Fordonie. |
| Józef Bronikowski          | 1851          | 1926        | Inżynier hydrotechnik. Od 1918 r. w Bydgoszczy. Inspektor Dróg Wodnych. Kierował pracami przy budowie nowego odcinka Kanału Bydgoskiego i śluz. Działacz społeczny i niepodległościowy. Patron ulicy na Wilczaku. |
| Stanisław Brzęczkowski     | 1897          | 1955        | Plastyk, grafik, poligraf. Nauczyciel w Liceum Sztuk Plastycznych. Organizator przemysłu poligraficznego w Bydgoszczy. Redaktor naczelny czasopisma Poligrafia. Patron ulicy na osiedlu Przylesie w Fordonie. Na budynku, w którym mieszkał przy ul. Gdańskiej 17 znajduje się tablica pamięci. |
| Roman Chłodziński          | 1909          | 1979        | Dziennikarz. Więzień obozów koncentracyjnych. Od 1958 r. w Bydgoszczy. Redaktor naczelny rozgłośni Polskiego Radia. Sprawozdawca sportowy i autor sportowej „zgaduj – zgaduli”. Wieloletni prezes Zarządu Okręgu Związku Bojowników o Wolność i Demokrację, oraz Okręgowej Komisji Badania Zbrodni Hitlerowskich. Patron ulicy na osiedlu Przylesie w Fordonie. |
| Antoni Chołoniewski        | 1872          | 1924        | Założyciel pisma „Zmartwychwstanie”. Autor popularnych książek historycznych o Tadeuszu Kościuszce, o odrodzeniu Polski z dostępem do morza. Najważniejsza pozycja w jego dorobku to „Duch dziejów Polski”. Organizował wiece mające na celu powrót Pomorza i Śląska do Macierzy, co spowodowało wydalenie go z Gdańska. Od 1920 r. w Bydgoszczy. Patron ulicy na Szwederowie. Na budynku, w którym mieszkał przy ul. Gdańskiej 119 znajduje się tablica pamięci. |
| Wincenty Domisz            | 1929          | 2006        | W latach 1959–1963 sekretarz Prezydium MRN w Inowrocławiu, a następne 10 lat jego przewodniczący. W 1964 r. ukończył studia prawnicze na UMK w Toruniu, a 2 lata później na UAM w Poznaniu. Od 1973 w Bydgoszczy. 2 lata pełnił funkcję Przewodniczącego Prezydium MRN, a w latach 1976–1982 był prezydentem miasta. W czasie jego prezydentury budowano osiedla Fordon i Osowa Góra, powstała Akademia Muzyczna i Medyczna i nowe zakłady Akademii Techniczno-Rolniczej. Odbywały się imprezy kulturalne (BIM, Festiwal Młodzieżowych Orkiestr Dętych i Filmów Amatorskich) i sportowe (Spartakiada Młodzieży i Młodzieżowe Lekkoatletyczne Mistrzostwa Europy). |
| Waleria Drygała            | 1908          | 1969        | Dziennikarka. Od 1945 r. związana z IKP i Rozgłośnią Polskiego Radia. Tropiła niemieckich zbrodniarzy wojennych. Działała w organizacjach charytatywnych na rzecz pomocy i opieki nad sierotami i pokrzywdzonym przez los, w tym Romami. Aktywny członek TMMB, inicjatorka wydawania Kalendarza Bydgoskiego. Patronka ulicy na osiedlu Przylesie w Fordonie. |
| Władysław Dunarowski       | 1902          | 1987        | Nauczyciel, pisarz, dziennikarz, publicysta. Od 1921 r. z przerwami w Bydgoszczy. Autor powieści z życia Podhala („Ludzie spod miedzy”, „Lato w Gorcach”) i wielu opowiadań. Związał się z Rozgłośnią Polskiego Radia i dwutygodnikiem „Pomorze”. Prezes oddziału bydgoskiego Związku Literatów Polskich. Odznaczony Krzyżem Komandorskim i Kawalerskim Orderu Odrodzenia Polski. Patron skweru na Błoniu. |
| Ludwik Dybizbański         | 1882          | 1927        | Aktor teatralny, dyrektor objazdowego Teatru Plebiscytowego (1919-1920) zorganizowanego przez Ministerstwo byłej Dzielnicy Pruskiej dla północnych obszarów Poznańskiego i byłych Prus Zachodnich; dyrektor Teatru Miejskiego w Bydgoszczy (1920, 1927). |
| Paweł Dzionara             | 1879          | 1963        | Budowniczy linii kolejowych i mostów w Polsce i Niemczech, członek Polskiej Rady Ludowej na miasto Bydgoszcz i przedmieścia, honorowy radca miejski Bydgoszczy (1924-1928). |
| Julian Folaron             | 1901          | 1981        | Powstaniec Wielkopolski. Od lipca 1918 r. pracownik ochrony kolei. W grudniu z zapasów niemieckich dostarczał powstańcom broń i amunicję. Członek Straży Ludowej. |
| Władysław Frydrych         | 1900          | 1972        | Artysta malarz. Od 1932 r. w Bydgoszczy. Uczył rysunków w Seminarium Nauczycielskim. W czasie wojny wysiedlony, później aresztowany. Do Bydgoszczy wrócił w 1945 r. Miał wystawę swoich prac na 600-lecie Bydgoszczy. Wiele jego prac znajduje się w Muzeum Okręgowym. Patron ulicy na osiedlu Przylesie w Fordonie. |
| Narcyz Gieryn              | 1882          | 1959        | Od 1920 r. w Bydgoszczy. Właściciel księgarni przy pl. Teatralnym 6. Działacz społeczny i bibliofil. Członek Bydgoskiego Towarzystwa Wioślarskiego i Związku Księgarzy Polskich. Patron ulicy na osiedlu Niepodległości w Fordonie. |
| Adam Grzymała-Siedlecki    | 1876          | 1967        | Uczestnik wojny polsko-bolszewickiej 1919-1920. Opisał ją w książce „Cud Wisły”. Od 1922 r. z przerwami w Bydgoszczy. Więzień Pawiaka. Autor wspomnień „111 dni letargu”. Dyrektor Szkoły Dramatycznej, kierownik literacki Teatru Polskiego. Autor sztuk teatralnych, powieści, zbiorów szkiców i studiów np. „Świat aktorski moich czasów”, „Niepospolici ludzie w swoim dniu powszednim”, „Rozmowy z samym sobą”. Patron ulicy na Wyżynach. W kamienicy przy ul. Libelta 5 znajduje się poświęcona mu Izba Pamięci. Na budynkach, w których mieszkał przy ul. Libelta 5 i Płockiej 2 znajdują się tablice pamiątkowe.                                          |
| Walerian Hypszer           | 1883          | 1978        | Nauczyciel. Od 1914 r. w Bydgoszczy. Pracował w szkołach powszechnych na Okolu, Wilczaku i od kwietnia 1920 r. na stanowisku kierownika szkoły katolickiej na Czyżkówku. W 1932 r. doprowadził do jej rozbudowy. W 1933 r. zainicjował budowę kościoła św. Antoniego. Po okupacji organizował szkolnictwo bydgoskie. W 1961 r. otrzymał tytuł „Zasłużonego Obywatela Bydgoszczy”. Patron mostu nad Brdą między Czyżkówkiem a Jachcicami. |
| Franciszek Kiedrowski      | 1872          | 1923        | Drukarz i księgarz. Od 1893 r. prowadził w Bydgoszczy przy ul. Długiej 49 księgarnię polską. Współdziałał przy budowie Domu Polskiego. Członek wielu towarzystw polskich m.in. Zarządu Towarzystwa Przemysłowego i Chóru „Halka”. Radny miejski. Patron ulicy na osiedlu Niepodległości w Fordonie. |
| Hieronim Konieczka         | 1920          | 1994        | Aktor. Przez 35 lat związany z Teatrem Polskim. Założyciel sceny studyjnej (1957). W Teatrze Propozycji i na Scenie Klubowej promował współczesną literaturę dramatyczną. Grał role amantów i bohaterów romantycznych, nie stronił od komedii i groteski. Laureat dwóch Złotych Masek (2001). Patron Teatru Polskiego. |
| Felicja Krysiewicz         | 1897          | 1970        | Od 1931 r. w Bydgoszczy. Śpiewaczka. Uczyła śpiewu solowego w Miejskim Konserwatorium Muzycznym. Organizatorka działu muzycznego w Rozgłośni Polskiego Radia. Założycielka Bydgoskiego Towarzystwa Muzycznego, Orkiestry Radiowej i Studium Operowego. Od 1945 r. organizatorka szkół muzycznych w Bydgoszczy. Patronka ulicy na osiedlu Przylesie w Fordonie. W holu Opery Nova znajduje się popiersie artystki. |
| Alfons Licznerski          | 1902          | 1976        | Architekt. Od 1936 r. w Bydgoszczy. Kierownik Miejskiej Pracowni Urbanistycznej. Projektant planów urbanistycznych i przestrzennego rozwoju miasta. Projektant Teatru Polskiego. Członek zarządu TMMB i BTN. Autor rozpraw o rozwoju przestrzennym Bydgoszczy. Patron ulicy na osiedlu Przylesie w Fordonie. |
| Stanisław Łabendziński     | 1880          | 1933        | Dr chemii. Od 1920 r. w Bydgoszczy. Wykładowca w Państwowej Szkole Gospodarstwa Wiejskiego. Kierownik Miejskiego Gimnazjum Matematyczno-Przyrodniczego. Miłośnik i znawca problemów turystyki. Organizator oddziału bydgoskiego Polskiego Towarzystwa Krajoznawczego. Inicjator założenia Muzeum Miejskiego. Działacz Polskiego Towarzystwa Przyrodniczego. Sekretarz Komitetu Budowy pomnika Henryka Sienkiewicza. Autor pierwszego polskiego przewodnika pt. „Ilustrowany przewodnik po Bydgoszczy”. Patron ulicy na osiedlu Przylesie w Fordonie. |
| Jan Maciaszek              | 1876          | 1932        | W 1919 r. pełnomocnik Rzeczypospolitej Polskiej przy niemieckim magistracie, następnie generalny komisarz. Przejął władzę od niemieckiego burmistrza. W latach 1920–1921 komisaryczny prezydent Bydgoszczy. W Sali sesyjnej Rady Miasta znajduje się tablica pamięci. Patron ulicy na Miedzyniu. |
| Zygmunt Malewski           | 1873          | 1937        | Od 1922 r. w Bydgoszczy. Archiwista miejski. Autor licznych publikacji poświęconych dziejom Bydgoszczy i życiu kulturalnemu miasta. Założyciel pierwszego w Bydgoszczy czasopisma historyczno-regionalnego „Przegląd Bydgoski”. Na budynku przy ul. Dworcowej 65 znajduje się tablica pamięci. |
| Andrzej Malingowski        | 1954          | 2021        | Architekt, projektant przebudowy Młynów Kentzera na hotel Słoneczny Młyn. |
| Adam Marcinkowski          | 1942          | 2020        | Pierwszy rektor Uniwersytetu Kazimierza Wielkiego w Bydgoszczy. |
| Bolesław Marcińczak        | 1905          | 1950        | Księgarz. Pracował u F. Gutenberga oraz Gebethnera i Wolfa w Paryżu. Znał biegle 5 języków. Członek Światowego Związku Esperantystów. Po II wojnie światowej związał się z bydgoską delegaturą Spółdzielni Wydawniczej „Czytelnik”. Patron ulicy na osiedlu Niepodległości w Fordonie. |
| Ryszard Markwart           | 1868          | 1906        | Ksiądz. Od 1899 r. w Bydgoszczy. Proboszcz parafii farnej. Pracę duszpasterską łączył z działalnością narodową wśród Polaków. Reaktywował Towarzystwo Robotników Polsko-Katolickich. Członek zarządu Towarzystwa Pomocy Naukowej i walczącej z germanizacją organizacji „Straż”. Zabiegał o budowę kościoła Świętej Trójcy. Założyciel Cmentarza Nowofarnego. Współpracował z działaczami polskiego tajnego nauczania, miał zasługi w organizacji „Sokół” udzielał się w Domu Polskim, był kuratorem szpitala przy ul. Floriana, gdzie leczono biedne dzieci. Patron ulicy w Śródmieściu.                                                                         |
| Józef Milchert             | 1874          | 1930        | Od 1896 r. w Bydgoszczy. Kupiec i wynalazca. Autor 25. patentów. Założyciel Towarzystwa Kupców. Zaangażował się w budowę kościoła Świętej Trójcy. Był skarbnikiem w utworzonej w grudniu 1918 r. Radzie Ludowej na miasto Bydgoszcz i przedmieścia. Uczestniczył w przejmowaniu miasta od władz pruskich w dniu 19 stycznia 1920 r. Komisaryczny radny miejski (1920) i członek Magistratu (1921). Autor wspomnień dotyczących Powstania Wielkopolskiego. |
| Edmund Nartowicz           | 1928          | 2015        | Od 1953 r. w Bydgoszczy. Lekarz internista, profesor nauk medycznych, współzałożyciel Akademii Medycznej w Bydgoszczy. W latach 1975–1985 kierownik II Kliniki Chorób Wewnętrznych Akademii Medycznej w Gdańsku, Filia w Bydgoszczy. Od 1985 r. do 2000 r. kierownik Katedry i Kliniki Kardiologii i Chorób Wewnętrznych Akademii Medycznej w Bydgoszczy. Dzięki jego staraniom Bydgoszcz dołączyła do czołówki ośrodków kardiologicznych i nefrologicznych w Polsce. |
| Czesław Nieduszyński       | 1879          | 1953        | Od 1926 r. w Bydgoszczy. Sędzia Sądu Okręgowego. Adwokat i notariusz. Radny miejski. Prezes bydgoskiego oddziału Polskiego Towarzystwa Krajoznawczego. Rozwijał turystykę kwalifikowaną. Wiceprezes Związku Popierania Turystyki. Od 1951 r. prezes Zarządu Okręgu PTTK. Patron ulicy na osiedlu Przylesie w Fordonie. |
| Zofia Nowicka-Turwid       | 1914          | 1996        | Dziennikarka, działaczka kultury. Pracowała w redakcjach pism „Arkona” i „Pomorze”. Autorka reportaży społecznych i obyczajowych, w tym reportaży z podróży po Europie. Kronikarka i animatorka życia kulturalnego Bydgoszczy. Współzałożycielka i długoletni sekretarz Bydgoskiego Informatora Kulturalnego. Odznaczona Krzyżem Kawalerskim Orderu Odrodzenia Polski. |
| Wojciech Nowacki           | 1958          | 2021        | Radny miejski i wiceprezydent miasta (2002-2010), założyciel i redaktor naczelny portalu bydgoszcz24.pl. |
| Bronisław Zygfryd Nowicki  | 1907          | 1981        | Artysta malarz. Zajmował się też grafiką użytkową i wystawienniczą. We wrześniu 1939 r. walczył w obronie Warszawy. Więzień oflagów. Od 1946 r. w Bydgoszczy. Działacz BTN i TMMB. Twórca wielu plakatów imprez kulturalnych. Projektował tablice pamięci (m.in. dla parafii NSPJ i Leona Wyczółkowskiego w Gościeradzu). Honorowy członek TMMB (1981). Patron ulicy na osiedlu Przylesie w Fordonie. |
| Konrad Pałubicki           | 1910          | 1992        | Od 1918 r. z przerwami w Bydgoszczy. W 1937 r. ukończył studia muzyczne. Współtwórca Orkiestry Symfonicznej Polskiego Radia i Pomorskiej Orkiestry Symfonicznej. Kompozytor Hejnału Bydgoskiego (1946) i licznych dzieł symfonicznych, instrumentalnych i pieśni. Nauczał teorii muzyki i kompozycji. Hejnał bydgoski jest codziennie odtwarzany z wieży kościoła Klarysek. |
| Jan Piechocki              | 1899          | 1978        | Polonista i germanista gimnazjalny. Od 1928 r. w Bydgoszczy. Był nauczycielem w gimnazjum. Po wojnie inspektor szkolny. Dziennikarz, kierownik działu kulturalnego Ilustrowanego Kuriera Polskiego. Autor licznych recenzji teatralnych. Odznaczony Krzyżem Kawalerskim Orderu Odrodzenia Polski. Patron ulicy na osiedlu Przylesie w Fordonie. |
| Władysław Piórek           | 1852          | 1926        | Od 1885 r. w Bydgoszczy. Lekarz miejski. Członek i działacz Towarzystwa Przemysłowego i Stowarzyszenia Kupców Polskich. Współtwórca T.G. Sokół. Działacz Czytelni Ludowych i Towarzystwa Lekarskiego. Organizator Miejskiej Kasy Chorych. W 1926 r. został pierwszym polskim Honorowym Obywatelem Bydgoszczy. Patron ulicy na osiedlu Przylesie w Fordonie. Na kamienicy, w której się mieszkał przy ul. Focha 22 znajduje się tablica pamięci. |
| Tadeusz Piziewicz          | 1895          | 1996        | Prawnik, stulatek. W I wojnie światowej oficer c. k. Obrony Krajowej. Kapitan piechoty Wojska Polskiego. Oficer PW 59 pp w Inowrocławiu (od 6 maja 1926). 31 sierpnia 1926 przeniesiony do rezerwy. Od 1938 w Bydgoszczy. W 1945 pracownik, następnie kierownik Komisji Badania Zbrodni Hitlerowskich. Autor wydanych w 2019 wspomnień „Od Lwowa do Bydgoszczy. Wspomnienia”. |
| Zdzisław Polsakiewicz      | 1928          | 1974        | W czasie okupacji w Warszawie. Jako harcerz walczył w Powstaniu Warszawskim. Pisarz i dziennikarz. Pracował m.in. w redakcjach „Gazety Pomorskiej” oraz „Faktów i Myśli”. Publikował w wielu pismach, współpracował z bydgoską Rozgłośnią Polskiego Radia. Wydał tomiki poetyckie: „Milczenie i czas”, „Na pamięć”. |
| Leon Posłuszny             | 1882          | 1947        | Księgarz. Od 1915 r. w Bydgoszczy. Założył i prowadził wraz z żoną przy ul. Niedźwiedzia 6 „Księgarnię Bydgoską”. Prezes T.G. „Sokół”. Radny Miejski. Decernent Teatru Polskiego, opiekun Straży Pożarnej. Współwydawca (z L. Kronenbergiem) czasopisma „Nowe Tory”. Opracował pierwszą polską książkę adresową Bydgoszczy. Patron ulicy na osiedlu Niepodległości w Fordonie. |
| Bronisław Potocki          | 1868          | 1926        | Adwokat, notariusz. Od 1920 r. w Bydgoszczy. Sekretarz Komitetu Obywatelskiego dla Bezrobotnych. Opiekun Internatu Kresowego. Założyciel Cywilnej Szkoły Mechaników Lotniczych. Z własnych funduszy zbudował dla uczniów tej szkoły internat. Po jego śmierci powstała fundacja im. dra B. Potockiego. Wspierała ona finansowo rodziny poległych lotników. Patron ulicy na Górzyskowie. |
| Izabela Romanowska         | 1902          | 1986        | Dr nauk lekarskich. Organizowała poradnie przeciwgruźlicze. Współorganizowała oddział bydgoski Polskiego Towarzystwa Fizjopneumologicznego i komitet do zwalczania gruźlicy. Patron ulicy na osiedlu Przylesie w Fordonie. |
| Wojciech Rzeźniacki        | 1890          | 1954        | Od 1934 r. w Bydgoszczy. Organizator turystyki. Kierownik referatu turystyki przy Zarządzie Miejskim. Tłumacz (znał biegle 7 języków) i dziennikarz. Kierownik Zarządu Popierania Turystyki. Autor artykułów i książek o Bydgoszczy, „Małej Encyklopedii Turystycznej” (1938), przewodnika „Bydgoszcz i okolice” (1952), „Bydgoszcz jako ośrodek turystyczny”. Patron ulicy na osiedlu Bohaterów w Fordonie. |
| Tadeusz Skarbek-Malczewski | 1873          | 1929        | Ksiądz. Od 1921 r. w Bydgoszczy. Proboszcz parafii farnej. Dziekan i prałat Jego Świątobliwości Piusa XI. Przeprowadził remont fary i renowację obrazu Matki Bożej z różą. Dokonał remontu kościoła Klarysek. Zbudował kościół na Siernieczku i kaplicę w Internacie Kresowym. Założył Dom Katolicki przy ul. Grodzkiej 1. Dokonał konsekracji kościoła Garnizonowego. Pomagał budować bazylikę św. Wincentego à Paulo. Postawił liczne krzyże i figury maryjne. Prezes Towarzystwa Opieki nad Niewidomymi. Patron ulicy na Starym Mieście. |
| Ludwik Sosnowski           | 1860          | 1943        | Rzemieślnik. Od 1885 r. w Bydgoszczy. Członek cechu blacharzy. W latach 1897–1932 prezes Towarzystwa Przemysłowego. Sokół i chórzysta. Współtwórca Domu Polskiego. Członek Polskiej Rady Ludowej (1918–1920). Radny miejski. Zmarł w domu starców przy ul. Grudziądzkiej. Patron ulicy na osiedlu Przylesie w Fordonie. |
| Maria Suszyńska-Bartman    | 1906          | 1991        | Pisarka. Debiutowała w 1938 r. wierszem „Romans”. Więzień obozów koncentracyjnych Stutthof i Bergen-Belsen. Napisane wkrótce po II wojnie światowej wspomnienia obozowe „Nieświęte męczennice”, zostały wydane w 1971 r. Od 1976 w Bydgoszczy. Wspomnienia z dzieciństwa na Kujawach wydała pt. „Księga z Pięciu Wzgórz” (1976) i „Pożegnanie z Pięcioma Wzgórzami” (1986). |
| Józef Święcicki            | 1859          | 1913        | Urodzony w Bydgoszczy. Budowniczy, szachista, autor „Przewodnika po Bydgoszczy” (1909), autor sztuk teatralnych. Jego twórczość architektoniczna, osadzona w nurcie historyzmu, jest reprezentatywna dla zjawisk występujących w architekturze Bydgoszczy w latach 80. i 90. XIX w. Trzy najbardziej znane jego dzieła to: kamienica przy ul. Gdańskiej 63, hotel „Pod Orłem” i kamienica narożna przy pl. Wolności 1. Poza tym wystawił ponad 50 kamienic w Śródmieściu Bydgoszczy. |
| Kazimierz Szulisławski     | 1893          | 1978        | Leśnik. Przyjaźnił się z Leonem Wyczółkowskim. W 1948 r. przekazał bydgoskiemu Muzeum Miejskiemu około 100 prac artysty. Od 1950 r. w Bydgoszczy. Przez 11 lat był Wojewódzkim Konserwatorem Przyrody. Inicjator założenia Nadgoplańskiego Parku Tysiąclecia i Ogrodu Botanicznego w Myślęcinku. |
| Małgorzata Szułczyńska     | 1957          | 2003        | Zajmowała się dokumentalistyką i krytyką literacką. Poetka. Autorka zbiorów wierszy „Gra w kości”, „Rękojeść róży”, „Lustra”, „Wpisani w biel”, „Według Abelarda”, dokumentalnej biografii Haliny Poświatowskiej „Nie popełniłam zdrady” oraz poematu „Aether”. Na kamienicy, w której mieszkała przy ul. Świętej Trójcy 25 znajduje się tablica pamięci. |
| Idzi Świtała               | 1877          | 1928        | Wszechstronnie wykształcony (medycyna, teologia, ekonomia, prawo, dziennikarstwo). Poseł do Izby Deputowanych Sejmu Pruskiego. Aktywnie występował w obronie praw Polaków. Za aktywność społeczną Rada Miejska nadała mu tytuł honorowego radcy. Patron stadionu przy ul. Nakielskiej. |
| Jan Teska                  | 1876          | 1945        | Założyciel i wydawca „Dziennika Bydgoskiego” (1907). Sekretarz Rady Ludowej, prezes T.G. „Sokół” i Związku Dziennikarzy. W czasie okupacji w Warszawie, gdzie angażował się w walkę podziemną. Patron ulicy na osiedlu Przylesie w Fordonie. Na budynku, w którym była redakcja „Dziennika Bydgoskiego” przy ul. Jana Kazimierza 5 znajduje się tablica pamięci. |
| Roman Träger               | 1923          | 1987        | Podczas II wojny światowej pracownik wywiadu wojskowego. Zlokalizował miejsce produkcji rakiet V1 i V2 w Peenemünde. Dzięki jego meldunkom i sporządzonym planom przekazywanym przez ojca do Warszawy, lotnictwo alianckie zbombardowało fabrykę. Od 1948 r. w Bydgoszczy. Pracownik „Telfy” i innych zakładów. Konstruktor i racjonalizator w dziedzinie teletechniki. Jego nazwisko wymienione jest na tablicy przy Wełnianym Rynku 10. |
| Stefania Tuchołkowa        | 1874          | 1924        | Pisarka. Autorka popularnych powieści obyczajowych i historycznych „Demon gry” i „Dziewica Orleańska”. Tłumaczka literatury francuskiej. Publicystka i redaktorka „Dziennika Bydgoskiego”. Radna, działaczka ruchu narodowego i kobiecego. Patron ulicy na osiedlu Niepodległości w Fordonie. |
| Marian Turwid              | 1905          | 1987        | Właściwe nazwisko: Kaczmarek. Artysta malarz i pisarz. Specjalizował się w pejzażu i portrecie. Od 1931 r. w Bydgoszczy. Założyciel i pierwszy dyrektor Liceum Sztuk Plastycznych. Założyciel pisma kulturalnego „Arkona”. Współtwórca czasopisma „Pomorze”. Autor zbiorów wierszy, powieści, licznych esejów, recenzji i felietonów. Patron skweru na Sielance. |
| Zygmunt Urbanyj            | 1872          | 1937        | Od 1920 r. w Bydgoszczy. Pedagog w Konserwatorium Muzycznym Wilhelma von Winterfelda. Współzałożyciel Towarzystwa Muzycznego. Nauczyciel śpiewu i muzyki w seminariach nauczycielskich. Dyrygent zespołów koncertowych i orkiestr wojskowych. Kompozytor. Krytyk muzyczny współpracujący z „Dziennikiem Bydgoskim”. |
| Melchior Wierzbicki        | 1867          | 1925        | Od 1897 r. w Bydgoszczy. Adwokat. Podejmował się w sądach pruskich obrony polskich działaczy społecznych i niepodległościowych. Organizował i finansował kolonie dla dzieci polskich. 19 stycznia 1920 r. jako przedstawiciel rządu II RP przejął od Niemców Bydgoszcz i okręg nadnotecki. Animator życia gospodarczego i kulturalnego w wyzwolonym mieście. Patron ulicy na Starym Mieście. |